# Ugo Ehiogu
Ugochuku „Ugo“ Ehiogu (* 3. November 1972 in London; † 21. April 2017 ebenda) war ein englischer Fußballspieler. Als kraftvoller und groß gewachsener Innenverteidiger, der bei West Bromwich Albion ausgebildet wurde und dann beim Lokalrivalen Aston Villa sowie später beim FC Middlesbrough insgesamt über 450 Pflichtspiele absolvierte, gewann er 1996 und 2004 zweimal den Ligapokal und kam nach anfänglich 15 U-21-Länderspielen später zu vier Kurzauftritten in der englischen A-Nationalmannschaft.

## Profikarriere

### Im Verein

#### Aston Villa (1991–2000)
Der Innenverteidiger mit nigerianischen Wurzeln – beide Elternteile entstammten der südlich gelegenen Region Anambra – wurde 1991 von Ron Atkinson für eine Ablösesumme von 45.000 Pfund zum englischen Erstligisten Aston Villa transferiert. Zuvor hatte er für den Zweitligisten und Lokalrivalen West Bromwich Albion gespielt und war in zwei Ligapartien als Einwechselspieler zum Zuge gekommen. Ehiogu debütierte für die „Villans“ am 24. August 1991 gegen den FC Arsenal (3:1), aber in den ersten beiden Jahren kam er nur sporadisch zum Einsatz – nur fünfmal stand er während dieser Zeit in Meisterschaftsspielen in der Startformation der ersten Mannschaft. Erst in der Rückrunde der Saison 1993/94 vertrat er häufiger Paul McGrath im Abwehrzentrum; zum Gewinn des Ligapokals trug er jedoch nur marginal bei, da er lediglich im Halbfinalrückspiel gegen die Tranmere Rovers zur Verlängerung eingewechselt wurde – in den offiziellen Statistiken wird sein Name daher nicht als Titelträger gelistet.
Der sportliche Durchbruch erfolgte in der Spielzeit 1994/95, als sich Ehiogu mit Schnelligkeit, Kopfballstärke und gutem Stellungsspiel aber auch mit Vorzügen in der damals noch häufiger praktizierten direkten Manndeckung etablierte. Gleichsam entwickelte er Qualitäten in der Offensive, die sich in erster Linie bei Standardsituation offenbarten und zum knappen Klassenerhalt des Vereins beitrugen. An der Seite von Gareth Southgate und McGrath bestritt Ehiogu dann eine äußerst erfolgreiche Saison 1995/96, die nicht nur den unerwarteten Sprung auf den vierten Platz und nach einem 3:0-Finalsieg gegen Leeds United die Ligapokaltrophäe mit sich brachten, sondern ihn persönlich auch nach bereits 15 absolvierten U-21-Partien in die englische A-Nationalmannschaft beförderte. Weitere Anerkennung war 1996 seine Nominierung in die Erstligamannschaft des Jahres (PFA Team of the Year). Nach dem Weggang von McGrath nahm er zunehmend dessen Position als „Turm in der Schlacht“ ein und war mit zumeist Southgate sowie Carl Tiler und/oder Steve Staunton verantwortlich für den Abwehrverbund. Auch seine Torjägerqualitäten nutzte er mit vier Pflichtspieltreffern in der Saison 1996/97 vermehrt, wozu ein 1:0-Siegtreffer gegen den FC Everton im September 1996 zählte.
Aufgrund von Achillessehnenproblemen zeigte Ehiogus Formkurve zu Beginn der Saison 1997/98 nach unten, was sich auch in den durchwachsenen Ergebnissen von Aston Villa niederschlug. Dies führte zu kurzfristigen Erlebnissen auf der Ersatzbank, bevor er wieder an alte Leistungen anknüpfen konnte und den Verein wieder in den UEFA-Pokal führte. Am 30. Januar 1999 zog er sich nach einem Zweikampf mit Alan Shearer von Newcastle United mit einem Bruch in der linken Augenhöhle eine schwere Verletzung zu, die ihn fast drei Monate außer Gefecht setzte und die drei Operationen notwendig machte. Mit stehenden Ovationen begrüßten ihn die eigenen Anhänger bei seiner Einwechslung gegen Nottingham Forest am 24. April 1999 und nicht wenige führten den Umstand, dass das zeitweilig weiter oben in der Premier League platzierte Aston Villa noch in der Tabelle abrutschte, auf Ehiogus Abwesenheit zurück. Weiteres Verletzungspech ereilte ihn im Ligapokal gegen Manchester United und die erlittene Wadenverletzung ließ ihn weitere zwei Monate pausieren. Dessen ungeachtet war die Spielzeit 1999/2000 sportlich erneut erfolgreich und an der Seite von Southgate und Gareth Barry in der Dreierabwehrkette zog er 2000 ins FA-Cup-Endspiel ein, das jedoch mit 0:1 gegen den FC Chelsea verloren ging.
Zu Beginn der Saison 2000/01 fand sich Ehiogu nach dem Kauf von Alpay Özalan plötzlich in die „zweite Reihe“ rückversetzt und so überraschte es wenig, dass im Oktober 2000 ein Transfergesuch des Erstligakonkurrenten FC Middlesbrough zu einem positiven Abschluss führte. Zusätzliche Brisanz hatte der Wechsel dadurch, dass West Bromwich Albion bei Ehiogus ursprünglichem Transfer zu Aston Villa eine Weiterverkaufsklausel eingebaut hatte, die dem Klub einen 50-Prozent-Anteil an der Ablösesumme im Falle eines Weiterverkaufs zugestand. Nach intensiven Gesprächen einigten sich die beteiligten Parteien schließlich, dass drei Millionen der insgesamt acht Millionen Pfund, die der FC Middlesbrough zu zahlen bereit war, an WBA „abgezweigt“ werden sollten.

#### FC Middlesbrough (2000–2007)
Schnell fügte sich Ehiogu in die neue Mannschaft ein und mit 21 Ligapartien und drei Toren war er maßgeblich für den Klassenerhalt im Jahr 2001 von „Boro“ mitverantwortlich. Im Sommer 2001 wechselte mit Gareth Southgate sein ehemaliger Mannschaftskollege von Aston Villa ebenfalls zum FC Middlesbrough und trotz einiger Probleme an der Leiste stabilisierte er die vormals löchrige Abwehr und verhalf seinem Team zu einem Sprung ins gesicherte Mittelfeld. Im Jahr darauf folgte eine weitere Verbesserung um einen Rang. Dabei hatte er sich am Neujahrstag 2003 eine weitere schwere Verletzung zugezogen, als ihm bei einem Zweikampf mit Torhüter Brad Friedel von den Blackburn Rovers drei Rippen brachen und zusätzlich die Lunge in Mitleidenschaft gezogen wurde. Dazu gesellte sich später ein Kreuzbandriss und erst Ende Dezember 2003 kehrte Ehiogu zur Mannschaft zurück. Aufgrund der guten Harmonie mit Southgate war die Eingewöhnungszeit kurz; zudem vertrat er seinen Defensivpartner im März 2004 als Kapitän, als dieser verletzungsbedingt passen musste und zum Saisonende verlängerte er seinen Vertrag.
Wiederum durch „Licht und Schatten“ war die Saison 2004/05 geprägt. Auf der einen Seite machten ihm erneut Knie- und Wadenprobleme zu schaffen, wodurch er bis zur Jahreswende nur zwei Premier-League-Spiele absolvierte, andererseits war er zum Ende der Spielzeit wieder sehr präsent und sorgte als stabilisierendes Element in der Abwehr mit dafür, dass sich der Klub über den siebten Platz für den UEFA-Pokal qualifizierte. Eine gelb-rote-Karte in der ersten Ligapartie der Saison 2005/06 gegen den FC Liverpool, weitere Leistenprobleme und eine Knieverletzung aus einem Ligapokalspiel gegen den FC Everton sorgten für weitere ungewollte Pausen, aber obwohl sich bereits im Januar 2006 Gerüchte bezüglich eines bevorstehenden Wechsel mehrten und die Zukunft ob des auslaufenden Vertrags ungewiss war, agierte Ehiogu zum Ende der Spielzeit wieder regelmäßig im Abwehrzentrum – auch bedingt durch eine Verletzungsmisere im Verein zu diesem Zeitpunkt.
Ende November 2006 wechselte Ehiogu auf Leihbasis zum zweitklassigen Leeds United, wo er an der Seite von Matt Heath die Innenverteidigung stellte und gegen den FC Barnsley sogar ein Tor schoss. Nach seiner Rückkehr nach Middlesbrough absolvierte er im FA Cup gegen Hull City ein letztes Spiel für „Boro“ und Ende Januar 2007 wechselte er in die schottische Premier League zu den Glasgow Rangers.

#### Karriereausklang (2007–2009)
Nach erfolgreicher Bewältigung eines Medizinchecks unterzeichnete Ehiogu bei den Rangers einen Vertrag über 18 Monate und kurz nach seiner Ankunft schoss er im Old-Firm-Derby gegen Celtic Glasgow ein spektakuläres Tor per Fallrückzieher zum 1:0-Sieg, das später vereinsintern zum besten Tor der abgelaufenen Saison gewählt wurde. Dennoch waren seine Perspektiven in der ersten Mannschaft zu Beginn der Spielzeit 2007/08 sehr beschränkt. Trainer Walter Smith bevorzugte Carlos Cuéllar und David Weir in der Innenverteidigung und so endete das nur einjährige Intermezzo bereits im Januar 2008. Ablösefrei wechselte Ehiogu zu Sheffield United in die zweite englische Liga.
In Sheffield traf Ehiogu erneut auf Trainer Bryan Robson, mit dem er bereits in Middlesbrough zusammengearbeitet hatte und der ihn für weitere 18 Monate unter Vertrag nahm. Seine Einsatzmöglichkeiten waren jedoch aufgrund der als Stammspieler agierenden Matt Kigallon und Chris Morgan gleichsam beschränkt. Er diente zumeist als Absicherung und stand nur fünfmal in der Startformation. Weiter als „Nummer 3“ hinter Morgan und Kigallon ging er in seine letzte Profisaison 2008/09 und kurzzeitig fand er sich nach der Sperre von Kigallon gar im Vorteil, bevor eine Achillessehnenverletzung das vorzeitige Aus in der Spielzeit bedeutete und der auslaufende Vertrag nicht mehr verlängert wurde. Im Sommer 2009 beendete Ehiogu seine aktive Profikarriere.

### Englische Nationalmannschaft
Nach 15 Einsätzen für die U-21-Auswahl – darunter 1992 eine Teilnahme am Turnier von Toulon – und einem Spiel für die B-Nationalmannschaft im Dezember 1994 debütierte Ehiogu am 23. Mai 1996 gegen China für die englische A-Nationalmannschaft, die damals von Terry Venables trainiert wurde. Auf sein nächstes Länderspiel musste er jedoch fast fünf Jahre warten, als er von Sven-Göran Eriksson in einem Freundschaftsspiel gegen Spanien (3:0) – wie bereits bei seinem Einstand – eingewechselt wurde und sogar das letzte Tor im Spiel selbst schoss. Es folgten nur noch zwei weitere Auftritte gegen die Niederlande und Italien; in beiden stand er nicht in der Startformation und beide Partien endeten mit einer Niederlage für die „Three Lions“.

## Tod
Ugo Ehiogu, der nach dem Ende seiner aktiven Laufbahn als U-23-Trainer bei Tottenham Hotspur tätig war, starb am frühen Morgen des 21. April 2017 im Krankenhaus infolge eines Herzinfarktes, nachdem er am Vortag auf dem Trainingsgelände seines Vereins zusammengebrochen war.

## Titel/Auszeichnungen
- Englischer Ligapokal (2): 1996, 2004
- PFA Team of the Year (1): 1996